# الفصل السابع من ميثاق الأمم المتحدة
يدور الفصل السابع من ميثاق الأمم المتحدة حول ما تتخذه المنظمة الأممية من أعمال، حال تهديد السلم والإخلال به ووقوع عدوان علي المدنيين في دولة من الدول.
ويتكون هذا الفصل من 13 مادة هي:

## المادة 39
يقرِّر مجلس الأمن ما إذا كان قد وقع تهديد للسلم أو إخلال به أو كان ما وقع عملاً من أعمال العدوان، ويقدِّم في ذلك توصياته أو يقرِّر ما يجب اتخاذه من التدابير طبقاً لأحكام المادتين 41 و 42 لحفظ السلم والأمن الدولي أو إعادته إلى نصابه.

## المادة 40
منعاً لتفاقم الموقف، لمجلس الأمن، قبل أن يقدِّم توصياته أو يتخذ التدابير المنصوص عليها في المادة 39، أن يدعو المتنازعين للأخذ بما يراه ضرورياً أو مستحسناً من تدابير مؤقتة، ولا تخلّ هذه التدابير المؤقتة بحقوق المتنازعين ومطالبهم أو بمركزهم، وعلى مجلس الأمن أن يحسب لعدم أخذ المتنازعين بهذه التدابير المؤقتة حسابه.

## المادة 41
لمجلس الأمن أن يقرِّر ما يجب اتخاذه من التدابير التي لا تتطلب استخدام القوات المسلحة لتنفيذ قراراته، وله أن يطلب من أعضاء “الأمم المتحدة” تطبيق هذه التدابير. ويجوز أن يكون من بينها وقف الصلات الاقتصادية والمواصلات الحديدية والبحرية والجوية والبريدية والبرقية واللاسلكية وغيرها من وسائل المواصلات وقفاً جزئياً أو كلياً، وقطع العلاقات الدبلوماسية.

## المادة 42
إذا رأى مجلس الأمن أن التدابير المنصوص عليها في المادة 41 لا تفي بالغرض أو ثبت أنها لم تفِ به، جاز له أن يتخذ عن طريق القوات الجوية والبحرية والبرية من الأعمال ما يلزم لحفظ السلم والأمن الدولي أو لإعادته إلى نصابه. ويجوز أن تتناول هذه الأعمال المظاهرات والحصر والعمليات الأخرى عن طريق القوات الجوية أو البحرية أو البرية التابعة لأعضاء “الأمم المتحدة”.

## المادة 43
1. يتعهد جميع أعضاء “الأمم المتحدة” في سبيل المساهمة في حفظ السلم والأمن الدولي، أن يضعوا تحت تصرّف مجلس الأمن-بناءً على طلبه وطبقاً لاتفاق أو اتفاقات خاصة- ما يلزم من القوات المسلحة والمساعدات والتسهيلات الضرورية لحفظ السلم والأمن الدولي ومن ذلك حق المرور.
2. يجب أن يحدِّد ذلك الاتفاق أو تلك الاتفاقات عدد هذه القوات وأنواعها ومدى استعدادها وأماكنها عموماً ونوع التسهيلات والمساعدات التي تُقدَّم.
3. تجري المفاوضة في الاتفاق أو الاتفاقات المذكورة بأسرع ما يمكن بناءً على طلب مجلس الأمن، وتُبرم بين مجلس الأمن وبين أعضاء “الأمم المتحدة” أو بينه وبين مجموعات من أعضاء “الأمم المتحدة”، وتصدِّق عليها الدول الموقّعة وفق مقتضيات أوضاعها الدستورية.

## المادة 44
إذا قرر مجلس الأمن استخدام القوة، فإنه قبل أن يطلب من عضو غير ممثَّل فيه تقديم القوات المسلحة وفاءً بالالتزامات المنصوص عليها في المادة 43، ينبغي له أن يدعو هذا العضو إلى أن يشترك إذا شاء في القرارات التي يصدرها فيما يختص باستخدام وحدات من قوات هذا العضو المسلحة.

## المادة 45
رغبة في تمكين الأمم المتحدة من اتخاذ التدابير الحربية العاجلة يكون لدى الأعضاء وحدات جوية أهلية يمكن استخدامها فوراً لأعمال القمع الدولية المشتركة. ويحدِّد مجلس الأمن قوة هذه الوحدات ومدى استعدادها والخطط لأعمالها المشتركة، وذلك بمساعدة لجنة أركان الحرب وفي الحدود الواردة في الاتفاق أو الاتفاقات الخاصة المشار إليها في المادة 43 .

## المادة 46
الخطط اللازمة لاستخدام القوة المسلحة يضعها مجلس الأمن بمساعدة لجنة أركان الحرب.

## المادة 47
1. تشكَّل لجنة من أركان الحرب تكون مهمتها أن تُسدي المشورة والمعونة إلى مجلس الأمن وتعاونه في جميع المسائل المتصلة بما يلزمه من حاجات حربية لحفظ السلم والأمن الدولي، ولاستخدام القوات الموضوعة تحت تصرفه وقيادتها، ولتنظيم التسليح ونزع السلاح بالقدر المستطاع.
2. تشكَّل لجنة أركان الحرب من رؤساء أركان حرب الأعضاء الدائمين في مجلس الأمن أو من يقوم مقامهم، وعلى اللجنة أن تدعو أي عضو في “الأمم المتحدة” من الأعضاء غير الممثَّلين فيها بصفة دائمة للإشراف في عملها إذا اقتضى حُسن قيام اللجنة بمسؤولياتها أن يساهم هذا العضو في عملها.
3. لجنة أركان الحرب مسؤولة تحت إشراف مجلس الأمن عن التوجيه الاستراتيجي لأية قوات مسلحة موضوعة تحت تصرف المجلس. أمَّا المسائل المرتبطة بقيادة هذه القوات فستبحث فيما بعد.
4. للجنة أركان الحرب أن تنشئ لجاناً فرعية إقليمية إذا خوَّلها ذلك مجلس الأمن وبعد التشاور مع الوكالات الإقليمية صاحبة الشأن.

## المادة 48
1. الأعمال اللازمة لتنفيذ قرارات مجلس الأمن لحفظ السلم والأمن الدولي يقوم بها جميع أعضاء “الأمم المتحدة” أو بعض هؤلاء الأعضاء وذلك حسبما يقرره المجلس.
2. يقوم أعضاء “الأمم المتحدة” بتنفيذ القرارات المتقدمة مباشرة وبطريق العمل في الوكالات الدولية المتخصصة التي يكونون أعضاء فيها.

## المادة 49
يتضافر أعضاء “الأمم المتحدة” على تقديم المعونة المتبادلة لتنفيذ التدابير التي قرَّرها مجلس الأمن.

## المادة 50
إذا اتخذ مجلس الأمن ضد أية دولة تدابير منع أو قمع فإن لكل دولة أخرى - سواء أكانت من أعضاء “الأمم المتحدة” أم لم تكن - تواجه مشاكل اقتصادية خاصة تنشأ عن تنفيذ هذه التدابير، الحق في أن تتذاكر مع مجلس الأمن بصدد حل هذه المشاكل.

## المادة 51
ليس في هذا الميثاق ما يضعف أو ينتقص الحق الطبيعي للدول، فرادى أو جماعات، في الدفاع عن أنفسهم إذا اعتدت قوة مسلحة على أحد أعضاء «الأمم المتحدة» وذلك إلى أن يتخذ مجلس الأمن التدابير اللازمة لحفظ السلم والأمن الدولي، والتدابير التي اتخذها الأعضاء استعمالاً لحق الدفاع عن النفس تبلغ إلى المجلس فورا، ولا تؤثر تلك التدابير بأي حال فيما للمجلس - بمقتضى سلطته ومسؤولياته المستمرة من أحكام هذا الميثاق - من الحق في أن يتخذ في أي وقت ما يرى ضرورة لاتخاذه من الأعمال لحفظ السلم والأمن الدولي أو إعادته إلى نصابه.

## وصلات خارجية
- موقع الأمم المتحدة بالعربية